# Grant, Tolmin
Grant je vas v Občini Tolmin. Nahaja se na nad severnimi pobočji Baške grape, na prisojnem, južnem pobočju gore Rodica (1964 m), nedaleč od vasi Rut. Grant so v 13. stoletju skupaj z Rutom in drugimi vasmi ustanovili tirolski kolonizatorji. Mimo vasi teče potok Runža oziroma Šventarska grapa. Cestni dostop do Granta je po cesti Bača pri Modreju-Podbrdo in nato po cesti ob potoku Koritnica, mimo vasi Rut. 

## Zgodovina
Vas je nastala v okviru srednjeveške kolonizacije kmetov tirolske Pustriške doline. Sodila je v rihtarijo trinajstih vasi z imenom Rut (glej tudi zgodovino naselja Rut). Na celotnem območju se je tirolsko narečje ohranilo do 18. stoletja. O njem pričajo nekatera ledinska in zemljepisna imena.  
Narečje vasi Rut in Grant izhaja iz nemškega, ki ga avstrijski lingvisti imenujejo Soriško narečje Zarz = Sorica.